# Dobrosołowo Pierwsze
Dobrosołowo Pierwsze – kolonia w Polsce położona w województwie wielkopolskim, w powiecie konińskim, w gminie Kazimierz Biskupi.